# Jouko Harjanne
Jouko Harjanne   (Rauma, 21 de juny de 1962) Jouko Antero Harjanne és un trompetista finlandès. És trompetista solista de l'Orquestra Simfònica de la Ràdio des de 1984.
Harjanne va estudiar com a alumne de Raimo Sarmaksen al Conservatori de Tampere i va rebre el seu certificat d'aprovació per tocar la trompeta el 1982. Va adquirir lliçons addicionals amb Henri Adelbrecht i Timofei Dokšitser. Harjanne va treballar com a subdirector de veu de la trompeta a la Filharmònica de Tampere 1978-1984 i com a professor a temps parcial a l'Acadèmia Sibelius 1988-2014. Des de 1996, és el director artístic de "Lieksa Vaskiviiko". El 2012, Harjanne va ser nomenat ambaixador de metall de la ciutat de Lieksa. Des de 2012, Harjanne també treballa com a professor visitant de trompeta al "Senzoku Gakuen College of Music" japonès.
Harjanne va rebre el segon premi al Concurs de Trompeta de Primavera de Praga el 1987, i també va tenir èxit al Concurs de Trompeta Ellsworth Smith, on va rebre el primer premi el 1990. Lieksa Vaskiviikko va triar Harjanne com a Músic de Metall de l'Any el 1989.
Jouko Harjanne ha actuat com a solista amb orquestres a Europa, Rússia, EUA, Corea del Sud i Japó. A Gran Bretanya, ha tocat i gravat juntament amb Kiri Te Kanawa. Harjanne ha estrenat nombroses obres de trompeta nacionals i estrangeres i ha publicat més de 30 enregistraments en solitari i diversos enregistraments de música de cambra.
El fill de Jouko Harjanne és l'estrella musical Samuel Harjanne.